# Josep Antoni Coderch
Josep Antoni Coderch i de Sentmenat (* 26. November 1913 in Barcelona; † 6. November 1984 in Barcelona) war ein spanischer Architekt.
Nach Abschluss der Architekturschule in Barcelona entwickelte Coderch sein eigenes Konzept zur Gestaltung von Wohnhäusern.
In den 1950er Jahren errichtete er den spanischen Pavillon für die Designausstellung IX Triennale di Milano. Im darauf folgenden Jahrzehnt entstand Coderchs eigener „Architekturkodex“. Gleichzeitig fanden seine Gebäude zunehmend Anerkennung und er erhielt Auszeichnungen für das Design einer Lampe und eines Schornsteins.
Coderch wurde Mitglied des Team 10, dem unter anderem Alison Smithson, Peter Smithson, Aldo van Eyck, Giancarlo De Carlo und Jezy Soltan angehörten. In den 1960er und 1970er Jahren schuf er einen eigenständigen Stil für den sozialen Wohnungsbau, der mehrfach ausgezeichnet wurde.
Josep Antoni Coderch de Sentmenat starb am 6. November 1984 in Barcelona. Über das Schaffen von Coderch wurden bis heute zahlreiche Bücher veröffentlicht, zuletzt 2008 ein umfangreicher Band aus der Serie Design Classics.

## Repräsentative Werke
- Casa Ugalde (Caldes d’Estrac)

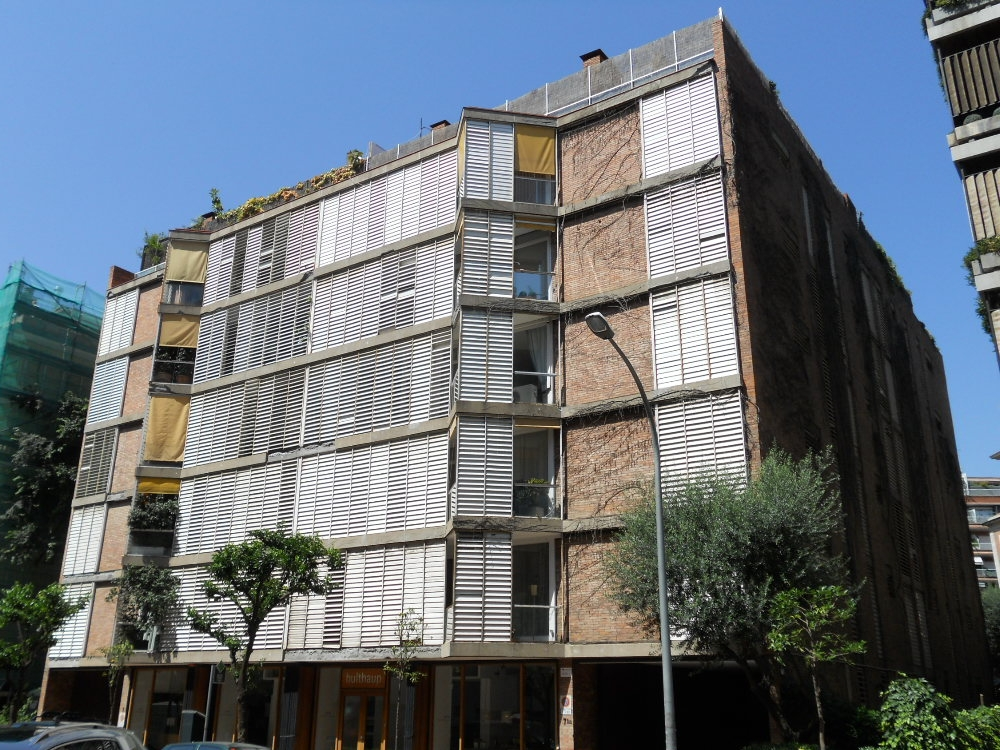
Wohnhaus an der J. S. Bach Straße, Barcelona

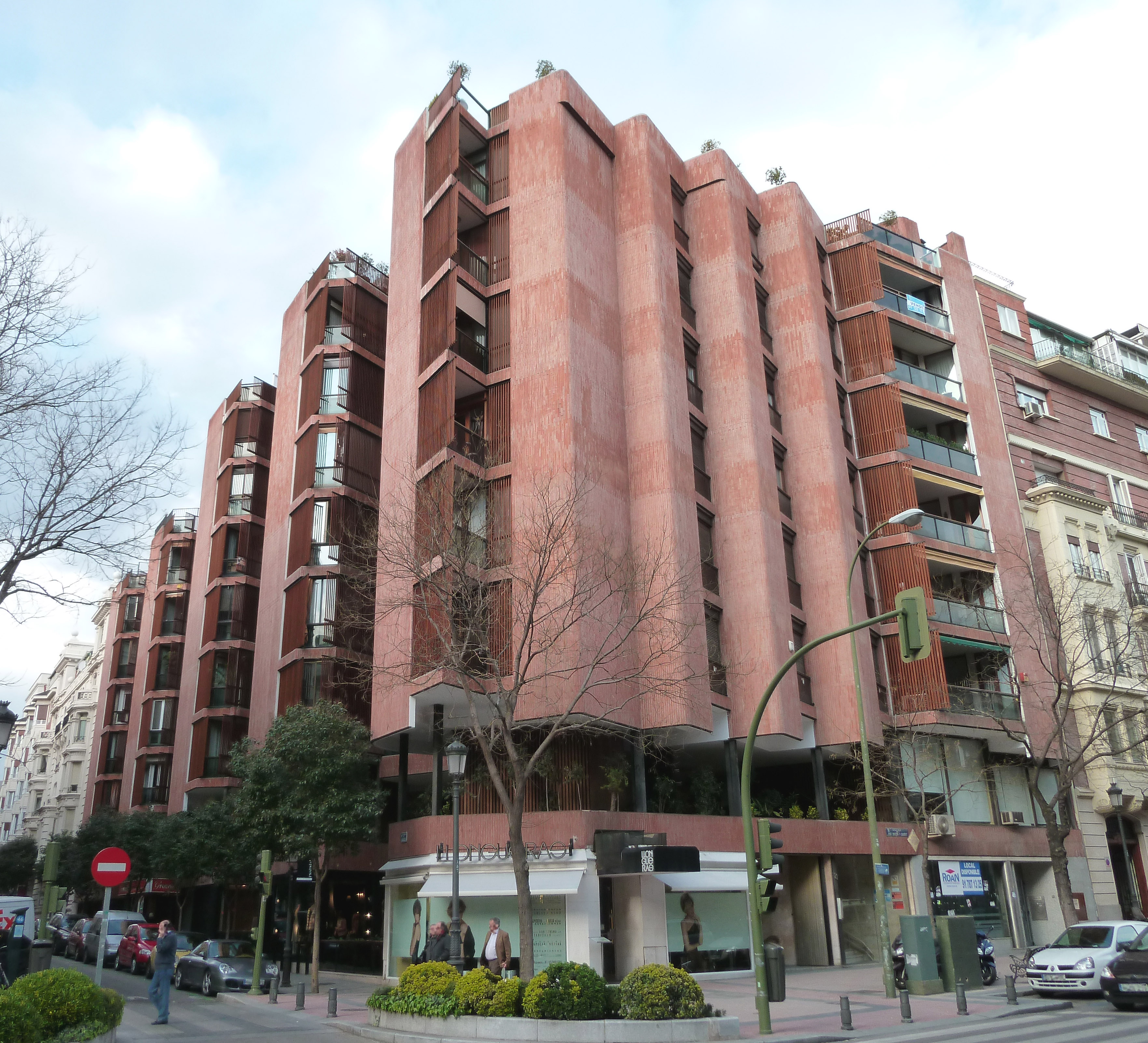
Wohnhaus Girasol, Madrid.

- Pabellón de Exposiciones, IX Trienal de Milán (Mailand)
- Casa Gili (Sitges, 1965)
- Casa Rozès (Roses)
- Casa Senillosa (Cadaqués)
- Edificio Banco Transatlántico (Barcelona)
- Wohnhaus in der Johann Sebastian Bach Straße (Barcelona)
- Casa Uriach (L’Ametlla del Vallès)
- Edificios Trade[1] (Barcelona)
- Hotel del Mar (Palma)
- Casa Catasús (Sitges)
- Urbanización Can Pep Simó (Ibiza)
- Wohnhaus Girasol (Madrid)
- Wohnhaus Banco Urquijo (Barcelona)
- Edificio del Instituto Francés (Barcelona)
- Ampliación de la Escuela Técnica Superior de Arquitectura (Barcelona)
- Centro Técnico de Seat (Martorell)
- Premis Ramon Planas del Ayuntamiento de Sitges
- Lámpara DISA (1957)
- Lámpara Cister (1970), unveröffentlichte Arbeit